# Thomas Vermaelen
Thomas Vermaelen (Kapellen, Amberes, 14 de noviembre de 1985) es un exfutbolista y entrenador belga que jugaba en la posición de defensa. Desde agosto de 2023 dirige a la selección de Bélgica sub-20 y es entrenador asistente de la sub-18.
Inició su carrera en 2004, jugando por los clubes neerlandeses Ajax de Ámsterdam y RKC Waalwijk. Recala en el Arsenal F. C. durante el verano de 2009, siendo nombrado en agosto de 2012 como primer capitán tras la salida de Robin van Persie. Tras eso fichó en 2014 por el F. C. Barcelona, en donde estuvo de baja durante diez meses debido a una lesión producida en la Copa Mundial de 2014.

## Trayectoria

### Como jugador

#### Inicios
Vermaelen desde pequeño jugó en el Germinal Ekeren, club de su país que luego cambiaría su nombre a Germinal Beerschot.

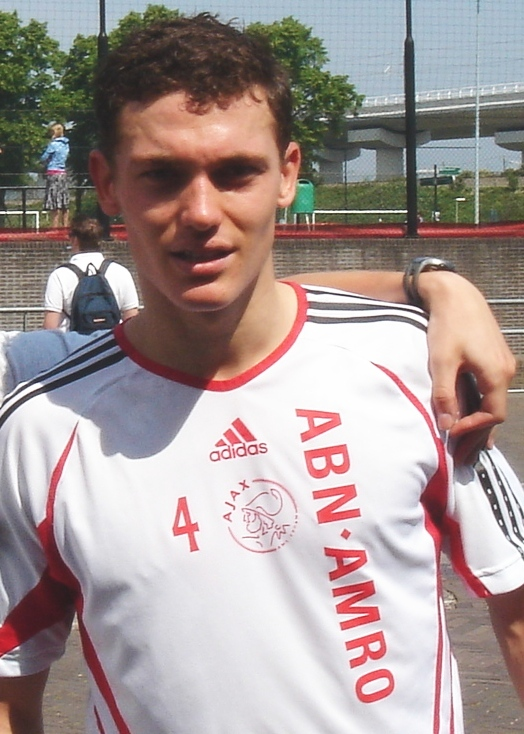
Vermaelen estuvo en el Ajax entre 2000 y 2009

#### Ajax de Ámsterdam
Luego se unió a las filiales del club neerlandés Ajax, con el que debutó profesionalmente el 15 de febrero de 2004 ante el Volendam. Sin embargo, fue su único partido jugado en la temporada. Ajax ganó el título de Eredivisie.
En el mismo año se marcha a jugar cedido al RKC Waalwijk para la temporada 2004-05. Si bien no fue titular absoluto, realizó 14 apariciones con dos goles a su favor antes de regresar al Ajax, club con el cual progresaría y terminaría ganando la Copa de los Países Bajos. Sus buenas actuaciones le permitieron ir convocado con la selección de Bélgica. El Ajax ganó la Supercopa de los Países Bajos y otra Copa de los Países Bajos en la siguiente campaña y en 2007, por segunda vez consecutiva, lograría otra Supercopa. Compartió la zona central de la defensa con John Heitinga y después con Jan Vertonghen. Con la partida del goleador Klaas-Jan Huntelaar a mitad de temporada, Vermaelen fue nombrado capitán del Ajax para el resto de la temporada 2008-09, en la cual jugó de lateral izquierdo.

#### Arsenal F. C.
En 2009 se conoce su traspaso al Arsenal Football Club inglés, club que pagó 10 millones de euros por un contrato de cuatro temporadas. Vermaelen llegó al Arsenal procedente del Ajax con una cuota inicial de 10 millones de euros. Tomó la dorsal número 5, antes ejercida por Kolo Touré y Vermaelen, junto a William Gallas, formó la defensa central 'Gunner'. Hizo su debut en la Premier League el 15 de agosto de 2009 en un partido contra Everton y anotó en el minuto 37. Luego anotó 2 goles contra el Wigan Athletic en el triunfo por 4 a 0. Los seguidores del Arsenal lo votaron como el jugador del mes en dos ocasiones en la página oficial del club y lo apodaron como 'Verminator'. Sin embargo, hizo un autogol en un partido en casa contra el Chelsea, cuando cruzó un centro que llegó de Ashley Cole. El juego terminó 3-0 a favor del Chelsea.
Se hizo conocido por ser un defensor goleador. Muchos recuerdan el espectacular gol de 25 yardas que marcó ante el Blackburn Rovers y por varios goles anotados de cabeza en la primera mitad de la temporada 2009-10. En reconocimiento por su buena performance, fue nominado al premio de deportista del año en Bélgica. Vermaelen terminó la temporada con 45 juegos y 8 goles en todas las competiciones en su haber y además formó parte del equipo ideal de la temporada 2009-10 de la Premier League.

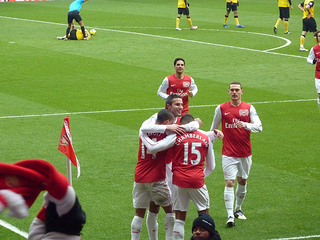
Vermaelen y sus compañeros celebrando un tanto de Alex Oxlade-Chamberlain.

En la pretemporada de la campaña 2010-11, Vermaelen capitaneó al Arsenal en el partido por la Emirates Cup ante el AC Milan pues el capitán Cesc Fàbregas y los vicecapitanes Manuel Almunia y Robin van Persie no estuvieron en el equipo.
Esa temporada 2010-11 no fue buena para Vermaelen, prácticamente no jugó debido a las lesiones (en el tendón de Aquiles y cuando regresó de la lesión, una nueva contusión lo dejó fuera) que lo tuvieron aproblemado durante toda la temporada. El 17 de marzo de 2011, Arsene Wenger, confirmó que iba a perderse el resto de la temporada debido a su lesión. Volvió a jugar a finales de abril.
Con la transferencia de Cesc Fábregas al F. C. Barcelona en agosto de 2011, Thomas fue nombrado segundo capitán del Arsenal y Robin van Persie, como primero.
El 6 de septiembre de 2011 tuvo una operación en el tendón de Aquiles que lo alejó por varias semanas de los terrenos de juego. El 18 de octubre prolongó su contrato por cuatro años más. Por fin pudo retornar ante el Bolton en la cuarta ronda de la Carling Cup, encuentro en el que fue capitán de los gunners quienes ganaron por 2–1 en el Emirates Stadium. En el minuto 84, sufrió una supuesta lesión en la pantorrilla, pero para alivio de muchos afirmó que tan sólo fue un calambre. El 29 de octubre reemplazó a Gervinho en el minuto 88 en la victoria por 5–3 ante el Chelsea F. C.; siendo su primer partido por la Premier desde la derrota por 2-0 ante el Liverpool, el 20 de agosto. El 1 de noviembre, Vermaelen fue titular por la Liga de Campeones ante el Olympique de Marsella que culminó sin goles.
Se vio obligado a jugar en la banda izquierda debido a las lesiones de los laterales André Santos y Kieran Gibbs. Se lesionó otra vez ante el Queens Park Rangers, a fines de 2011 pero volvió a jugar, como lateral izquierdo, en la derrota ante Manchester United el 22 de enero de 2012. Con la recuperación de Gibbs y la lesión de Per Mertesacker, se adueñó de uno de los puestos de zaguero central. El 12 de marzo, Arsenal enfrentó a Newcastle en el Emirates Stadium. Vermaelen anotó el gol de la victoria (2-1) a los 94 minutos dándole tres puntos vitales al Arsenal en la lucha por mantenerse en puestos de clasificación a torneos europeos. El siguiente partido, frente a Everton, volvió a marcar dándole la victoria al Arsenal por la mínima diferencia. En la última fecha, los 'Gunners' se aseguraron la tercera plaza.
Fue nombrado como nuevo capitán del Arsenal, luego del traspaso de Robin van Persie al Manchester United. Luego de jugar como central y como lateral izquierdo en ocasiones, anotó su primer gol de la temporada ante el Bradford City por la Copa de la Liga de Inglaterra 2012-13 dándole el empate al conjunto de Londres. Sin embargo, fue uno de los peores partidos de los Gunners en la campaña pues perdieron por penales ante el modesto equipo de cuarta división. Vermaelen falló el quinto penal. Tuvo un desempeño irregular a lo largo de la temporada y terminó perdiendo su puesto al final de la temporada.
Se perdió la gira del Arsenal a tierras asiáticas debido a una lesión en la espalda que lo alejó de las canchas hasta después de iniciada la temporada. A su regreso, no pudo recuperar el puesto de titular debido a las grandes actuaciones que desempeñaron tanto Per Mertesacker como Laurent Koscielny.

#### F. C. Barcelona
El 9 de agosto de 2014, el Fútbol Club Barcelona se hizo con sus servicios en un traspaso de 10 millones de euros fijos más 5 millones en variables. Sus primeras semanas en la entidad barcelonistas no fueron las mejores, su lesión en los Isquiotibiales de su pierna derecha que acarreaba desde el Mundial de Brasil le habían mantenido al margen del grupo. Para ganar minutos por esta larga lesión, el 24 de septiembre disputó un amistoso con el filial azulgrana contra la selección de Indonesia sub-19 siendo reemplazado en el minuto 63, al día siguiente recibió el alta médica que le había impedido debutar con el primer equipo, pero tras unas semanas recayó en su lesión, por lo que el 2 de diciembre se sometió a una intervención quirúrgica en el músculo semitendinoso por el doctor Sakari Orava en Finlandia, esto lo llevó a estar en recuperación durante cuatro meses.
Finalmente el 26 de abril de 2015 luego de una larga serie de recuperación y en el tramo final de la temporada, le dieron el alta médica tras más de diez meses sin pisar los terrenos de juego en un partido oficial. El 6 de mayo, el entrenador Luis Enrique lo convoca por primera vez a un encuentro desde su llegada, esta fue contra el Bayern de Múnich por las semifinales de Liga de Campeones. En la última jornada de La Liga que se disputó el 23 de mayo, Thomas consiguió debutar de manera oficial y además de titular siendo sustituido en el minuto 63. Al final de la campaña solo consiguió disputar un partido, por otra parte el equipo barcelonista se alzó con el triplete de Liga, Copa del Rey y Liga de Campeones.
El 8 de agosto fichó como cedido por la Associazione Sportiva Roma por una temporada con una opción de compra al final de la misma. Debutó en partidos oficiales el 17 de agosto de 2016 frente al Porto en preliminares de la Liga de Campeones. Fue expulsado por doble amarilla en el minuto 41.
Después de su vuelta y tras la negativa del club a la venta del internacional belga, Vermaelen volvió a formar parte de la plantilla del Barcelona un año después. Tras unos primeros meses de competición con escasos minutos, en diciembre se acumularon las lesiones en la posición de defensa central. A partir de entonces, Thomas comenzó a encadenar titularidades tanto en Liga como en Liga de Campeones y con un gran rendimiento, convirtiéndose en una de las revelaciones de la temporada. Con sus grandes actuaciones ayudó a conseguir que el Barcelona fuera el único equipo de las grandes ligas europeas que llegaba invicto al final de la primera mitad de la temporada.
Tras una temporada con menor protagonismo y con varias lesiones, abandonó el club tras finalizar su contrato y no ser renovado.

#### Vissel Kobe
Tras no renovar contrato con el F. C. Barcelona y quedar libre, fichó por el Vissel Kobe de Japón. Abandonó el club al finalizar el año 2021 habiendo ganado una Copa del Emperador y una Supercopa de Japón.

### Como entrenador
El 21 de enero de 2022 anunció su retirada y pasó a ejercer de ayudante en el cuerpo técnico de la selección de Bélgica. Dejó el cargo con la marcha de Roberto Martínez y en agosto de 2023 regresó a la RBFA para dirigir a la selección sub-20 y ser entrenador asistente de la sub-18.

## Selección nacional

### Juveniles
Fue internacional por Bélgica en las categorías sub-19, sub-21 (11 partidos un gol) y sub-23 (5 partidos). Participó en el Campeonato Europeo de la UEFA Sub-19 2004 y en la Eurocopa Sub-21 de 2007.

### Mayores
Fue internacional con la selección belga en 70 ocasiones y anotó un gol. A los 20 años, debutó el 1 de marzo de 2006, en un partido ante el seleccionado de Luxemburgo. El 8 de octubre de 2009, recibió el brazalete de capitán del seleccionado belga para los partidos contra Turquía y Estonia en la Clasificación de UEFA para la Copa Mundial de Fútbol de 2010. Bélgica no pudo clasificar y quedó en cuarto lugar de su grupo. Anotó su primer gol con el combinado nacional en un amistoso disputado el 14 de noviembre ante Hungría tras un centro de Eden Hazard. Vermaelen es considerado como uno de los mejores defensores belgas de su generación.
Fue pieza clave en el equipo belga que clasificó a la Copa Mundial de Fútbol de 2014 a realizarse en Brasil. El 13 de mayo de 2014 el entrenador de la selección belga, Marc Wilmots, incluyó a Vermaelen en la lista preliminar de 24 jugadores convocados que iniciarán la preparación para la Copa Mundial de Fútbol de 2014. Se le asignó el número 3 el 25 de mayo de 2014.
El 4 de junio de 2018 el seleccionador Roberto Martínez lo incluyó en la lista de 23 para el Mundial.
Fue suplente de Bélgica en el Mundial, ingresó por el lesionado Chadli en el partido contra Inglaterra, que le valió a Bélgica un histórico tercer lugar.

### Participaciones en Copas del Mundo
| Mundial           | Sede   | Resultado        | Partidos | Goles |
| ----------------- | ------ | ---------------- | -------- | ----- |
| Copa Mundial 2014 | Brasil | Cuartos de final | 1        | 0     |
| Copa Mundial 2018 | Rusia  | Tercer lugar     | 3        | 0     |

### Participaciones en Eurocopas
| Eurocopa      | Sede    | Resultado        | Partidos | Goles |
| ------------- | ------- | ---------------- | -------- | ----- |
| Eurocopa 2016 | Francia | Cuartos de final | 4        | 0     |
| Eurocopa 2020 | Europa  | Cuartos de final | 5        | 0     |

## Estadísticas

### Clubes
Actualizado al fin de su carrera deportiva.
| Club                         | Div.          | Temporada     | Liga  | Liga  | Copas nacionales | Copas nacionales | Copas internacionales | Copas internacionales | Total | Total |
| Club                         | Div.          | Temporada     | Part. | Goles | Part.            | Goles            | Part.                 | Goles                 | Part. | Goles |
| ---------------------------- | ------------- | ------------- | ----- | ----- | ---------------- | ---------------- | --------------------- | --------------------- | ----- | ----- |
| A. F. C. Ajax · Países Bajos | 1.ª           | 2003-04       | 1     | 0     | 0                | 0                | 0                     | 0                     | 1     | 0     |
| RKC Waalwijk · Países Bajos  | 1.ª           | 2004-05       | 13    | 2     | 1                | 0                | 0                     | 0                     | 14    | 2     |
| RKC Waalwijk · Países Bajos  | Total club    | Total club    | 13    | 2     | 1                | 0                | 0                     | 0                     | 14    | 2     |
| A. F. C. Ajax · Países Bajos | 1.ª           | 2005-06       | 28    | 3     | 4                | 1                | 5                     | 0                     | 37    | 4     |
| A. F. C. Ajax · Países Bajos | 1.ª           | 2006-07       | 27    | 0     | 6                | 0                | 7                     | 0                     | 40    | 0     |
| A. F. C. Ajax · Países Bajos | 1.ª           | 2007-08       | 19    | 1     | 1                | 0                | 3                     | 0                     | 23    | 1     |
| A. F. C. Ajax · Países Bajos | 1.ª           | 2008-09       | 31    | 4     | 2                | 0                | 9                     | 1                     | 42    | 5     |
| A. F. C. Ajax · Países Bajos | Total club    | Total club    | 106   | 8     | 13               | 1                | 24                    | 1                     | 143   | 10    |
| Arsenal F. C. Inglaterra     | 1.ª           | 2009-10       | 33    | 7     | 1                | 0                | 11                    | 1                     | 45    | 8     |
| Arsenal F. C. Inglaterra     | 1.ª           | 2010-11       | 5     | 0     | 0                | 0                | 0                     | 0                     | 5     | 0     |
| Arsenal F. C. Inglaterra     | 1.ª           | 2011-12       | 29    | 6     | 4                | 0                | 7                     | 0                     | 40    | 6     |
| Arsenal F. C. Inglaterra     | 1.ª           | 2012-13       | 29    | 0     | 3                | 1                | 7                     | 0                     | 39    | 1     |
| Arsenal F. C. Inglaterra     | 1.ª           | 2013-14       | 14    | 0     | 5                | 0                | 2                     | 0                     | 21    | 0     |
| Arsenal F. C. Inglaterra     | Total club    | Total club    | 110   | 13    | 13               | 1                | 27                    | 1                     | 150   | 15    |
| F. C. Barcelona · España     | 1.ª           | 2014-15       | 1     | 0     | 0                | 0                | 0                     | 0                     | 1     | 0     |
| F. C. Barcelona · España     | 1.ª           | 2015-16       | 10    | 1     | 6                | 0                | 4                     | 0                     | 20    | 1     |
| A. S. Roma · Italia          | 1.ª           | 2016-17       | 9     | 0     | 0                | 0                | 3                     | 0                     | 12    | 0     |
| A. S. Roma · Italia          | Total club    | Total club    | 9     | 0     | 0                | 0                | 3                     | 0                     | 12    | 0     |
| F. C. Barcelona · España     | 1.ª           | 2017-18       | 14    | 0     | 5                | 0                | 1                     | 0                     | 20    | 0     |
| F. C. Barcelona · España     | 1.ª           | 2018-19       | 9     | 0     | 1                | 0                | 2                     | 0                     | 12    | 0     |
| F. C. Barcelona · España     | Total club    | Total club    | 34    | 1     | 12               | 0                | 7                     | 0                     | 53    | 1     |
| Vissel Kobe Japón            | 1.ª           | 2019          | 8     | 0     | 4                | 0                | ―                     | ―                     | 12    | 0     |
| Vissel Kobe Japón            | 1.ª           | 2020          | 14    | 0     | 1                | 0                | 7                     | 0                     | 22    | 0     |
| Vissel Kobe Japón            | 1.ª           | 2021          | 23    | 1     | 1                | 0                | ―                     | ―                     | 24    | 1     |
| Vissel Kobe Japón            | Total club    | Total club    | 45    | 1     | 6                | 0                | 7                     | 0                     | 58    | 1     |
| Total carrera                | Total carrera | Total carrera | 317   | 25    | 45               | 2                | 68                    | 2                     | 430   | 29    |
| 1. 2. 1.                     |               |               |       |       |                  |                  |                       |                       |       |       |

### Selección nacional
| 1.  | 01-03-2006 | Luxemburgo     | Luxemburgo           | 0–2 | Bélgica              | Amistoso                    | 0 | 0 |
| 2.  | 11-05-2006 | Sittard        | Arabia Saudita       | 1–2 | Bélgica              | Amistoso                    | 0 | 0 |
| 3.  | 16-08-2006 | Bruselas       | Bélgica              | 0–0 | Kazajistán           | Eliminatorias Eurocopa 2008 | 0 | 0 |
| 4.  | 7-10-2006  | Belgrado       | Serbia               | 1–0 | Bélgica              | Eliminatorias Eurocopa 2008 | 0 | 0 |
| 5.  | 11-10-2006 | Bruselas       | Bélgica              | 3–0 | Azerbaiyán           | Eliminatorias Eurocopa 2008 | 0 | 0 |
| 6.  | 15-11-2006 | Bruselas       | Bélgica              | 0–1 | Polonia              | Eliminatorias Eurocopa 2008 | 0 | 0 |
| 7.  | 07-02-2007 | Bruselas       | Bélgica              | 0–2 | República Checa      | Amistoso                    | 0 | 0 |
| 8.  | 02-06-2007 | Bruselas       | Bélgica              | 1–2 | Portugal             | Eliminatorias Eurocopa 2008 | 0 | 0 |
| 9.  | 06-07-2007 | Helsinki       | Finlandia            | 2–0 | Bélgica              | Eliminatorias Eurocopa 2008 | 0 | 0 |
| 10. | 22-08-2007 | Bruselas       | Bélgica              | 3–2 | Serbia               | Eliminatorias Eurocopa 2008 | 0 | 0 |
| 11. | 12-09-2007 | Almatý         | Kazajistán           | 2–2 | Bélgica              | Eliminatorias Eurocopa 2008 | 0 | 0 |
| 12. | 26-03-2008 | Bruselas       | Bélgica              | 1–4 | Marruecos            | Amistoso                    | 0 | 0 |
| 13. | 06-09-2008 | Lieja          | Bélgica              | 3–2 | Estonia              | Eliminatorias Mundial 2010  | 0 | 0 |
| 14. | 10-09-2008 | Estambul       | Turquía              | 1–1 | Bélgica              | Eliminatorias Mundial 2010  | 0 | 0 |
| 15. | 15-10-2008 | Bruselas       | Bélgica              | 1–2 | España               | Eliminatorias Mundial 2010  | 0 | 0 |
| 16. | 19-11-2008 | Luxemburgo     | Luxemburgo           | 1–1 | Bélgica              | Amistoso                    | 0 | 0 |
| 17. | 11-02-2009 | Genk           | Bélgica              | 2–0 | Eslovenia            | Amistoso                    | 0 | 0 |
| 18. | 28-03-2009 | Genk           | Bélgica              | 2–4 | Bosnia y Herzegovina | Eliminatorias Mundial 2010  | 0 | 0 |
| 19. | 01-04-2009 | Zenica         | Bosnia y Herzegovina | 2–1 | Bélgica              | Eliminatorias Mundial 2010  | 0 | 0 |
| 20. | 29-05-2009 | Chiba          | Chile                | 1–1 | Bélgica              | Copa Kirin                  | 0 | 0 |
| 21. | 31-05-2009 | Tokio          | Japón                | 4–0 | Bélgica              | Copa Kirin                  | 0 | 0 |
| 22. | 12-08-2009 | Teplice        | República Checa      | 3–1 | Bélgica              | Amistoso                    | 0 | 0 |
| 23. | 05-09-2009 | La Coruña      | España               | 5–0 | Bélgica              | Eliminatorias Mundial 2010  | 0 | 0 |
| 24. | 10-10-2009 | Bruselas       | Bélgica              | 2–0 | Turquía              | Eliminatorias Mundial 2010  | 0 | 0 |
| 25. | 14-10-2009 | Tallin         | Estonia              | 2–0 | Bélgica              | Eliminatorias Mundial 2010  | 0 | 0 |
| 26. | 14-11-2009 | Gante          | Bélgica              | 3–0 | Hungría              | Amistoso                    | 1 | 0 |
| 27. | 17-11-2009 | Sedán          | Catar                | 0–2 | Bélgica              | Amistoso                    | 0 | 0 |
| 28. | 03-03-2010 | Bruselas       | Bélgica              | 0–1 | Croacia              | Amistoso                    | 0 | 0 |
| 29. | 11-08-2010 | Turku          | Finlandia            | 1–0 | Bélgica              | Amistoso                    | 0 | 0 |
| 30. | 03-09-2010 | Bruselas       | Bélgica              | 0–1 | Alemania             | Eliminatorias Eurocopa 2012 | 0 | 0 |
| 31. | 07-09-2010 | Estambul       | Turquía              | 3–2 | Bélgica              | Eliminatorias Eurocopa 2012 | 0 | 0 |
| 32. | 03-06-2011 | Bruselas       | Bélgica              | 1–1 | Turquía              | Eliminatorias Eurocopa 2012 | 0 | 0 |
| 33. | 15-11-2011 | París          | Francia              | 0–0 | Bélgica              | Amistoso                    | 0 | 0 |
| 34. | 29-02-2012 | Heraclión      | Grecia               | 1–1 | Bélgica              | Amistoso                    | 0 | 0 |
| 35. | 02-06-2012 | Londres        | Inglaterra           | 1–0 | Bélgica              | Amistoso                    | 0 | 0 |
| 36. | 15-08-2012 | Bruselas       | Bélgica              | 4–2 | Países Bajos         | Amistoso                    | 0 | 0 |
| 37. | 07-09-2012 | Cardiff        | Gales                | 0–2 | Bélgica              | Eliminatorias Mundial 2014  | 0 | 0 |
| 38. | 11-09-2012 | Bruselas       | Bélgica              | 1–1 | Croacia              | Eliminatorias Mundial 2014  | 0 | 0 |
| 39. | 12-10-2012 | Belgrado       | Serbia               | 0–3 | Bélgica              | Eliminatorias Mundial 2014  | 0 | 0 |
| 40. | 16-10-2012 | Bruselas       | Bélgica              | 2–0 | Escocia              | Eliminatorias Mundial 2014  | 0 | 0 |
| 41. | 22-03-2013 | Skopie         | Macedonia del Norte  | 0–2 | Bélgica              | Eliminatorias Mundial 2014  | 0 | 0 |
| 42. | 26-03-2013 | Bruselas       | Bélgica              | 1–0 | Macedonia del Norte  | Eliminatorias Mundial 2014  | 0 | 0 |
| 43. | 29-05-2013 | Cleveland      | Estados Unidos       | 2–4 | Bélgica              | Amistoso                    | 0 | 0 |
| 44. | 15-10-2013 | Bruselas       | Bélgica              | 1–1 | Gales                | Eliminatorias Mundial 2014  | 0 | 0 |
| 45. | 14-11-2013 | Bruselas       | Bélgica              | 0–2 | Colombia             | Amistoso                    | 0 | 0 |
| 46. | 19-11-2013 | Bruselas       | Bélgica              | 2–3 | Japón                | Amistoso                    | 0 | 0 |
| 47. | 26-05-2014 | Genk           | Bélgica              | 5–1 | Luxemburgo           | Amistoso                    | 0 | 0 |
| 48. | 01-06-2014 | Estocolmo      | Suecia               | 0–2 | Bélgica              | Amistoso                    | 0 | 0 |
| 49. | 22-06-2014 | Río de Janeiro | Bélgica              | 1–0 | Rusia                | Copa Mundial 2014           | 0 | 0 |
| 50. | 03-09-2015 | Bruselas       | Bélgica              | 3–1 | Bosnia y Herzegovina | Eliminatorias Eurocopa 2016 | 0 | 0 |
| 51. | 06-09-2015 | Nicosia        | Chipre               | 0–1 | Bélgica              | Eliminatorias Eurocopa 2016 | 0 | 0 |
| 52. | 29-03-2016 | Leiría         | Portugal             | 2–1 | Bélgica              | Amistoso                    | 0 | 0 |
| 53. | 28-05-2016 | Ginebra        | Suiza                | 1–2 | Bélgica              | Amistoso                    | 0 | 0 |
| 54. | 01-06-2016 | Bruselas       | Bélgica              | 1–1 | Finlandia            | Amistoso                    | 0 | 0 |
| 55. | 13-06-2016 | Lyon           | Bélgica              | 0–2 | Italia               | Eurocopa 2016               | 0 | 0 |
| 56. | 18-06-2016 | Burdeos        | Bélgica              | 3–0 | Irlanda              | Eurocopa 2016               | 0 | 0 |
| 57. | 22-06-2016 | Niza           | Suecia               | 0–1 | Bélgica              | Eurocopa 2016               | 0 | 0 |
| 58. | 26-06-2016 | Toulouse       | Hungría              | 0–4 | Bélgica              | Eurocopa 2016               | 0 | 0 |
| 59. | 06-09-2016 | Nicosia        | Chipre               | 0–3 | Bélgica              | Eliminatorias Rusia 2018    | 0 | 0 |
| 60. | 28-03-2017 | Sochi          | Rusia                | 3–3 | Bélgica              | Amistoso                    | 0 | 0 |
| 61. | 05-06-2017 | Bruselas       | Bélgica              | 2–1 | República Checa      | Amistoso                    | 0 | 0 |
| 62. | 03-09-2017 | El Pireo       | Grecia               | 1–2 | Bélgica              | Eliminatorias Rusia 2018    | 0 | 0 |
| 63. | 07-09-2017 | Zenica         | Bosnia y Herzegovina | 3–4 | Bélgica              | Eliminatorias Rusia 2018    | 0 | 0 |
| 64. | 10-11-2017 | Bruselas       | Bélgica              | 3–3 | México               | Amistoso                    | 0 | 0 |

### Resumen estadístico
| Competición                               | Partidos | Goles |
| ----------------------------------------- | -------- | ----- |
| Primera División                          | 303      | 25    |
| Copas nacionales                          | 44       | 2     |
| Copas internacionales                     | 68       | 2     |
| Selección de Bélgica                      | 85       | 2     |
| Total                                     | 500      | 31    |
| Estadísticas hasta el 2 de julio de 2021. |          |       |

## Palmarés

### Campeonatos nacionales
| Título                        | Club              | País         | Año  |
| ----------------------------- | ----------------- | ------------ | ---- |
| Eredivisie                    | Ajax de Ámsterdam | Países Bajos | 2004 |
| Copa de los Países Bajos      | Ajax de Ámsterdam | Países Bajos | 2006 |
| Supercopa de los Países Bajos | Ajax de Ámsterdam | Países Bajos | 2006 |
| Copa de los Países Bajos      | Ajax de Ámsterdam | Países Bajos | 2007 |
| Supercopa de los Países Bajos | Ajax de Ámsterdam | Países Bajos | 2007 |
| FA Cup                        | Arsenal F. C.     | Inglaterra   | 2014 |
| La Liga                       | F. C. Barcelona   | España       | 2015 |
| Copa del Rey                  | F. C. Barcelona   | España       | 2015 |
| La Liga                       | F. C. Barcelona   | España       | 2016 |
| Copa del Rey                  | F. C. Barcelona   | España       | 2016 |
| Copa del Rey                  | F. C. Barcelona   | España       | 2018 |
| La Liga                       | F. C. Barcelona   | España       | 2018 |
| Supercopa de España           | F. C. Barcelona   | España       | 2018 |
| La Liga                       | F. C. Barcelona   | España       | 2019 |
| Copa del Emperador            | Vissel Kobe       | Japón        | 2019 |
| Supercopa de Japón            | Vissel Kobe       | Japón        | 2020 |

### Campeonatos internacionales
| Título                       | Club            | Sede   | Año  |
| ---------------------------- | --------------- | ------ | ---- |
| Liga de Campeones de la UEFA | F. C. Barcelona | Berlín | 2015 |
| Supercopa de Europa          | F. C. Barcelona | Tiflis | 2015 |
| Mundial de Clubes de la FIFA | F. C. Barcelona | Japón  | 2015 |

### Distinciones individuales
| Distinción                                         | Año  |
| -------------------------------------------------- | ---- |
| Incluido en el equipo del año de la Premier League | 2010 |